# A Date with Judy
A Date with Judy is een Amerikaanse muziekfilm in Technicolor uit 1948 onder regie van Richard Thorpe. De film is gebaseerd op het gelijknamige radioprogramma dat liep van 1941 tot en met 1950. Destijds werd het in Nederland uitgebracht onder de titel Afspraakje met Judy.

## Verhaal

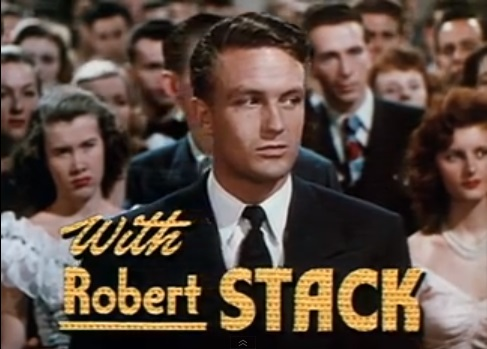
Robert Stack in de trailer van A Date with Judy.

De film speelt zich af in Santa Barbara. Judy Foster is een tiener die zich samen met haar vrienden voorbereidt op het opkomende schoolfeest, wanneer ze plotseling kritiek krijgen van de verwaande Carol Pringle. Zij beweert dat het feest te kinderachtig is en wil dat er op een verleidelijke manier wordt gedanst. Ook vertelt ze dat bandleider Xavier Cugat een eregast zal zijn op het feest en dat ze om die reden een roze jurk moet dragen. Niet veel later krijgt Judy te horen dat haar vriendje Ogden "Oogie" Pringle, ook Carols broer, niet met haar naar het feest wil gaan. Hierna breekt de paniek uit.
Judy stormt boos weg en ontmoet Stephen Andrews, Oogies neef. Ze valt onmiddellijk voor zijn charmes en kan haar geluk niet op als hij haar mee uitvraagt naar het schoolfeest. Op het feest wordt Oogie jaloers als hij Judy en Stephen samen ziet dansen en probeert haar terug voor zich te winnen. Ondertussen valt Stephen als een blok voor Carol, die hij beschouwt als 'het mooiste meisje van Santa Barbara'. Carol wil ook dolgraag bij Stephen zijn en realiseert zich dat dit enkel kan gebeuren als Judy en Oogie een relatie met elkaar krijgen. Dit regelt ze door een programma in het radiostation van haar vader aan de twee te wijden.
Ondertussen wil Judy's vader danslessen en leert de rumba van dansinstructeur Rosita Cochellas. Deze wil hij dansen op zijn huwelijksdag als verrassing voor zijn vrouw. Oogie verpest intussen zijn kansen bij Judy als ze door een reeks misverstanden hem in een ander daglicht ziet. Judy is nog steeds verliefd op Stephen en gaat naar huis om haar vader te vertellen dat ze met hem wil trouwen. Hier treft ze een kostuum aan van Rosita en trekt ze de conclusie dat haar vader een affaire heeft. Ze wil niet dat haar ouders uit elkaar gaan en geeft haar moeder een make-over, zodat haar vader zich 'weer' aangetrokken voelt tot zijn vrouw.
Oogie doet nog steeds zijn uiterste best Judy voor zich te winnen, maar er vinden opnieuw een reeks misverstanden plaats, waarna hij zijn kansen verpest. Later die avond zien Judy en Carol Judy's vader Rosita naar haar auto escorteren. Judy denkt dat haar vader zijn vrouw zal verlaten voor de danseres en confronteert haar. Daar ziet ze haar fout in en biedt haar excuses aan. Hierna besluit ze Oogie nog een kans te geven, omdat ze zich realiseert dat Carol en Stephen verliefd op elkaar zijn.

## Rolverdeling

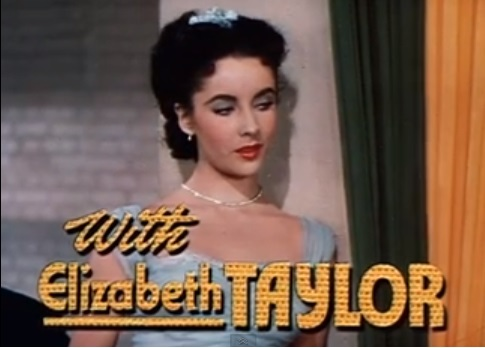
Elizabeth Taylor in de trailer van A Date with Judy.

| Acteur           | Personage             |
| ---------------- | --------------------- |
| Wallace Beery    | Melvin R. Foster      |
| Jane Powell      | Judy Foster           |
| Elizabeth Taylor | Carol Pringle         |
| Carmen Miranda   | Rosita Cochellas      |
| Xavier Cugat     | Xavier Cugat          |
| Robert Stack     | Stephen Andrews       |
| Scotty Beckett   | Ogden 'Oogie' Pringle |
| Selena Royle     | Mevrouw Foster        |

## Achtergrond
De film onderging vele wijzigingen. Jane Powell, die bekendstond voor het spelen van brave meisjes, werd al vanaf het begin aangesteld als de titelrolspeelster en zou in eerste instantie te zien zijn naast Thomas E. Breen, met Leslie Kardos als de regisseur. Mary Astor werd aangewezen voor de rol van de moeder, maar werd in december 1947 vervangen door Selena Royle, omdat Astor zich terugtrok wegens een ziekte. Voor Elizabeth Taylor betekende A Date with Judy een ommekeer van haar carrière. Voorheen was ze bekend als kindster die vooral in jeugdfilms speelde, maar dit was haar eerste film waarin haar personage te maken kreeg met liefdesdilemma's. Ze leverde tevens haar eerste filmzoen, met tegenspeler Robert Stack. Volgens de actrice zelf was dit een geweldige ervaring.
De opnames begonnen in oktober 1947 en werden afgerond in januari 1948. Na de uitbrengst werd Taylors nieuwe imago als rebel en verleidelijke jongevrouw omarmd door de pers en het publiek. Dit zorgde voor veel jaloezie bij Powell, die uitlegde dat zij graag haar rol had willen spelen en werd 'opgezadeld' met de zoveelste brave karakter. Ook over haar samenwerking met Wallace Beery sprak ze neerbuigend. In een interview vertelde dat hij iedereen negeerde op de set en nooit vrolijk was. Over de film zelf sprak de pers minder positief. Variety noemde het 'luchtig vermaak', maar gaf wel lof aan het samenspel van de acteurs.
De liedjes die werden gezongen werden beter ontvangen. Carmen Miranda's Cuanto la Gusta betekende haar grootste filmliedsucces. Powell zong verscheidene liedjes, waaronder Love Is Where You Find It. Ditzelfde liedje werd ook gezongen door Kathryn Grayson in The Kissing Bandit (1948), een film die in dezelfde periode werd uitgebracht.